# Mount Erebus
Mount Erebus er den næsthøjeste vulkan på Antarktis (efter Mount Sidley) og den sydligste vulkan på jorden. Det er den sjette højeste enkeltstående bjerg på en ø. På toppen er vulkanen 3.794 moh.. Den ligger på øen Ross Island, hvor der også findes tre inaktive vulkaner f.eks. Mount Terror. Mount Erebus er en del af Ildringen, der indeholder over 160 aktive vulkaner.
Vulkanen var aktiv siden 1972. I umiddelbar nærhed ligger et vulkan-observatorie, der drives af New Mexico Teknologiske Institut.

## Opdagelse
Erebus blev opdaget den 27. januar 1841 af polarforskeren Sir James Clark Ross, der opkaldte den (og den nærliggende Mount Terror) efter sine to skibe, Erebus og Terror. Vulkanen var da i udbrud.

## Bjergbestigning
Erebus blev første gang besteget i 1908 af deltagere i Sir Ernest Shackletons rejseselskab:
professor Edgeworth David, sir Douglas Mawson, dr. Alister Mackay, Jameson Adams, dr. Eric Marshall og Phillip Brocklehurst (som ikke nåede til toppen).
Den første gang det blev besteget af en solo-klatrer og første gang om vinteren var i marts 1985 af den engelske bjergbestiger Roger Mear, der var med i Robert Swans ekspidition "In the Footsteps of Scott". D. 19.-20. januar 1991 besteg Charles J. Blackmer bjerget på omkring sytten timer ved hjælp af en snescooter. Blackmer var en jernarbejder, der havde arbejdet på McMurdo Station] og på Sydpolen i mange år.

## Robotundersøgelse 1992
I 1992 blev indersiden af vulkanen undersøgt af Dante I, som er en ottebenet fasttøjret robotudforsker. Dante var designet til at tage gasprøver fra magmasøen i bunden af vulkankrateret. Desværre nåede robotten aldrig bunden af vulkanen, men alligevel vurderes ekspeditionen at være en succes for datalogi og robotteknologi.

## Geologi og vulkanologi
Tekst mangler, hjælp os med at skrive teksten

## Flyulykken 28. november 1979
Air New Zealand Flight 901 var en skemalagt sightseeing-tur fra Auckland Lufthavn, New Zealand over Antarktis med et planlagt stop i Christchurch Airport, før den vendte tilbage til Auckland. Servicen, som blev varetaget af Air New Zealand, var en turistservice med det formål at vise Antarktis. Ruten blev fløjet med McDonnell Douglas DC-10-30-fly og begyndte i februar 1977. Flyet styrtede ind i Mount Erebus under et vejrfænomen kaldet whiteout den 28. november 1979. Alle 257 passagerer omkom. Når sneen smelter i den antarktiske sommer, kan vragrester ses fra luften.

## Fodnoter
1. 1 2  "Mount Erebus" Arkiveret 8. juli 2006 hos  Wayback Machine, Globalt Vulkan Program(GVP), Smithsonian Institution
2. ↑  "Mount Erebus Volcano Observatory" Arkiveret 28. maj 2018 hos  Wayback Machine, New Mexico Teknologiske Institut
3. ↑  Sir James Clark Ross, "Voyage to the Southern Seas", vol. i, s. 216–8.
4. ↑  Mear, Roger and Robert Swan, In the Footsteps of Scott, pp. 95–104.
5. ↑  Wheeler, Sara (1996). Terra Incognita.
6. ↑  Johnson, Nicholas (2005). Big Dead Place.
7. ↑  Wettergreen, David; Chuck Thorpe and William Whittaker (1993). "Exploring Mount Erebus by Walking Robot". International Conference of Intelligent Autonomous Systems: 72–81.
8. 1 2  Holmes P., Daughters of Erebus, Hachette New Zealand Ltd (2011), p. 31